# Клубівці
Клубі́вці (pol. Kłubowce) — село в Україні, у Тисменицькій міській громаді Івано-Франківського району Івано-Франківської області. Розташоване на межі Бистрицької западини та Бистрицько-Тлумацької височини. На шляху Н18,~15 км. до Івано-Франківська. Село Клубівці засноване у 1520 році на місці старого села Пеколів.

## Назва

### Етимологія

#### Версія 1: Походження від імени
Першою зафіксованою назвою є Klubowcze (укр. Клубівче), 1578 (Źdź, том 18/1, с. 89); Тобто, поселення Клуба, який міг бути засновником, чи лідером громади, або існувати лише яко місцева легенда. Згодом, у XVI ст. письмова назва трансформувалася в Klubowce (укр. Клубівці). Яка збереглася дотепер. Частково, зміни зазнала лише польська назва, де згодом непалаталізована «л» стала записуватися як «ł», Kłubowce. Д. Бучко і М. Гудаш розглядають це, яко патронімічну назву, яка походить від власної назви Клуб, що походить від іменника і має підтвердження в словниках. (Бучко, 1990, с. 77 ; Гудаш, 2004, с. 142). Тому ця версія є найвірогіднішою.

#### Версія 2: Походження від місцевости
Анна Чапля вважає, що назва села походить від слова клуб (pol. kłąb) – в значенні, щось кулястої форми. Що, ймовірно, якось характеризувало територію на якій жили люди. До слова, село отечене лісом майже довкола.
Але ця версія, на жаль, не пояснює чому польською мовою нава села була не Kłąbowce і не відповідає згаданій вище першій письмово зафіксованій назві.

#### Версія 3: Походження від побуту
Місцевий краєзнавець Йосип Карпів вважає, що село отримало таку назву ззовні, через те, що люди жили клубами. Але оскільки слово клуб в наддістрянських діалектах української мови було запозичене з палаталізованою «л» і звучало, як "клюб", то ця версія не є достатньо обґрунтованою.
Також додає, що жителі сусідньої Тисмениці називали людей клубками. 

#### Етимологія слова «клуб»
Ім'я Клуб, в свою чергу, походить від слова "клуб" клуб [Архівовано 12 вересня 2021 у Wayback Machine.], яке мало декілька значень. Перше – щось зібране в кулю, скручене колом, кругле. Або ж друге – стегно. Ймовірно, воно описувало зовнішні риси людини. Оскільки слова є спорідненими, то великого значення це не має. Походить від праслов'янсткого *klǫbъ – щось кругле. 
Ймовірно, є спорідненим з латинським glomus , що означає щось кулястої форми, клубок ниток. Звідси й глобус. Обидва слова походять з праіндоєвропейської *gel – «скручувати, клубок». Відповідно, можуть бути коґнатом з праґерманським словом *klumpô, зокрема, англ. club, від праіндоєвропейського *glembʰ- «охоплювати», що теж походить від *gel .

### Спорідненість
Vasil Âacìj також згадує попередні дослідження, додаючи потенційно ще одну етнічну назву поселення *Клубів, чи Клубівка (Âacìj, 2015, с.142). Але в цьому випадку походження назви ведуть від імени Клементина і є зафіксована назва Клембівка. Тому, зв'язок сумівний . А походження назви іншого поселення Клубівка невідоме.

## Історичні дані

### Давні поселення
1. Черняхівське поселення І тисячоліття нашої ери, в 1,5 кілометра на північний захід від автостанції в селі Клубівці, вліво від дороги Клубівці – Вільшаниця, на правому березі безіменного потічка, виявлено в 1973 році Л.М.Микитенком.
2. Курганний могильник Клубівці І невизначеної приналежності, у лісі, на південний схід від села, урочище Пожарниця, розмір – один гектар, висота курганів біля одного метра, діаметр – до 20 метрів.
3. Поселення Клубівці II бронзової доби, на схід від села, урочище Таборище, розмір – 100 на 200 метрів.
4. Поселення Клубівці III ранньої бронзи 1,5 кілометра на північний захід від села, урочище Помірки, розмір – 100 на 80 метрів.
5. Поселення Клубівці IV ранньої бронзи на південно-західній окраїні села, розмір – 200 на 400 метрів.

### Буди
Один із найдавніших переказів, який побутує в селі, розповідає, що в другій половині XII століття, коли Галицька Земля досягла найбільшого розквіту, а столичне місто Галич. вело торгівлю із сусідніми державами, шлях вів торгівців через Сілець (передмістя Галича), Узин, Вільшаницю, Таборищі, на полудень до Молдавії і далі. При цьому шляху один чоловік побудував хату, яку тоді називали будою, і мимоволі став засновником населеного пункту. Через певний час хат стало більше. Виникло поселення, яке одержало назву Буди. Його назва дойшла до наших днів і тепер існує як місцева назва лісу.
Зв'язок слова «буда» зі словом «будувати» і вживання його у давнину в значенні «хата», «хатина» підтверджують «Етимологічний словник української мови», словник Б.Грінченка 1907 р. та інші джерела. Населення Буди займалося переважно землеробством і скотарством. Певне значення мало те, що село знаходилося поблизу столичного міста Галича. Іншими близькими містами були Тисмениця і Тлумач, які згадуються в Іпатіївському літописі: перше — 1144, друге — 1213 року. Буди були розташовані ліворуч від центральної дороги, що веде до Вільшанці. Тут стояли хати. Трохи далі від дороги, на невеликому пагорбі, був цвинтар (ця назва збереглася дотепер). Тепер на місці гробів можна побачити ледь помітні заглибини. Далі, внизу, було орне поле, на якому вирощували урожай. Частина землі з південного боку села називається Розсічки (від слова розсікати).
П'ять глибоких потоків, що беруть початок у лісі, тут зливаються в один. Вони розсікають поле на декілька частин. Ці потоки у місці злиття утворювали невелике болото, яке називалося Брідки (від слова «брід»). Поле, що прилягає до болота, також має назву Брідки. Найбільший яр, утворений у лісі водою, і прилегла до нього територія мають назву Панькова яма. Назва походить від слів «пан», «панок». Так колись називали чорта, коли не хотіли його згадувати.Розповідають, що за Польщі, у році 1929, на Розсічках Карпів П. С. (1900—1984) корчував біля давньої лісової дороги дубовий пень і знайшов під ним одягнений у почорнілу бляху дерев'яний горщик зі старовинними монетами. За порадою людей він здав його в якийсь урядовий будинок у Станіславі коло вокзалу. За Польщі територію, що має назву Буди, тримали Пронюк Федір Миколайович (Федь Ткачів) і Савчук Федір Миколайович (Федь Савчуків). Тоді, як і раніше, вважали, що ліс має велику цінність, бо дуби можна продати будь-коли і мати за них гроші. Якщо господар ділив ліс у спадщину між синами, то з першу рахував дуби і розподіляв порівну, а вже потім — землю. 
У 1240 році до Держави Романовичів вдерлися монгольські завойовники. Вони пограбували Галич, ними було знищено й село Буди. Люди, які залишилися, переселились жити вглиб лісу, подалі від центральної дороги, що вела до Галича.

### Пеколів
Мешканці колишнього села Буди своє нове поселення назвали Пеколів. Щодо цієї назви, то від старожилів вдалося почути думку, що пеколівці не були гарантовані від нападів ворогів і коло села тримали варту. Вартові на вежах, встановлених на найвищих місцях, при наближенні турків чи татар запалювали смолоскипи, повідомляючи таким чином про небезпеку. Ці вогні тоді називали «пекулі» або «пеклівці», що й дало назву селу. У «Матеріалах для словника давньоруської мови» І.Срезненського слово «пеколь» тлумачаться як «смола», «вогонь». 
З історичних джерел відомо, що Держава Романовичів існувала досередини XIV століття. Після отруєння короля Руси Юрія II Болеслава, останнього з династії Романовичів, почалося 50-річне протистояння між польськими та угорськими династіями. Спочатку, територію контролювали польські П'ясти. А з 1370 року угорська династія Анжу, представниця якої Ядвіга Анжу стала королевою Польщі і з 1387 року — і вже надовго Поколів опинився під польською короною і, відповідно, під владою католицьких польських та покатоличених руських феодалів. 
У «Гродських і земських актах» знаходимо відомості про нього за 1466 рік. Із документа № 4021 дізнаємося, що якійсь польській «знатного роду пані» у спадщину залишилися маєтки, які «розташовані на території Руси в районі Галицькому», зокрема в Пекловці та Колодзейові.
Під час спустошливого татарського нападу на Королівство Польське 1516 року, Окремі ватаги татарів перейшли р. Дністер та прокотилися аж до Карпат. Учасник тих подій, польський дипломат Людвік Деціюш так пише про втрати після татарського нападу: «татари перетворили на попіл багато міст і сіл». Ймовірно, тоді був спалений і Пеколів. Проте, якщо поселення і встояло, то остаточно було знищено наступним татарським походом 1519 року. 

### Клубівці
Після руйнівних татарський набігів, пеколівці, що перечікували в лісах почали будувати нове поселення. З цього моменту, з 1520 року, починається історія нового села Клубівче. Спочатку, його розбудовували в глибині лісу, де зараз клубовецька церква, яка мала бути в центрі. Але навіть випалені, проте оброблені пеколівські землі змусили людей повернутися на попереднє на старе місце. 
У 1598 р. Тодішній власник Єзуполя, ротмістр, майбутній воєвода брацлавський Якуб Потоцький отримав пожертву від Самуїла, Лукаша та Миколая Сєненських, трьох синів загиблого галицького каштеляна Яна Сєненського, Тисменицю з прилеглими селами: Добровляни, Клубівче, Микитинче, Вільшаниця, Підлужжя, Підпечари, Пшеничники, Студенець, Угорники, Узин, Вовчинець. Цю власність Ян Сєненський забрав у родини Паневських .

#### Хмельниччина
В історичній та краєзнавчій літературі відомий факт про перебування на Таборищах козаків на чолі з Максимом Кривоносом. 
У 1648 році Семен Височан разом зі своїм повстанським загоном підійшов до замку в сусідньому селі Палагичі, але здобути його не зміг. Тоді він вирішив звернутися за допомогою до козаків, які стояли в Клубівцях. Частина війська перейшла до Палагич, але, за порадою козацького отамана, ні повстанці, ні козаки не штурмували замок, щоб не зазнати людських втрат, а знайшли серед прислуги замку своїх прихильників. Бідна служниця Зося перед досвітком, коли всі заснули коло бійниць, їм відчинила браму до замку. Козаки перебили польську шляхту, а здобуте добро розділили між людьм.

#### Радянська окупація. Рух опору
Опісля повернення радянської влади в Клубівці влітку 1944 року стало очевидно, що не всі клубівчани були згодні на примусову мобілізацію в лави Червоної армії. Для них компартійний режим був аналогічним до нацистського. Головною силою опору більшовиків у Клубівцях був СКВ «Клубівці» №2, що входив до складу району Тисмениця, надрайону Товмач, округи Станиславів, області Станиславів, Карпатського краю ОУН. Дата створення — вересень 1944 року. 
Організатор і провідник куща — капрал Іван Івасюк, від 4 січня 1945 — ройовий Микола Пронюк, від початку 1946 року під проводом Федора Сенюка підпорядкований підрайону №?? району Тисмениця. Де-факто, літом 1947 року припинив існування. Окремі комбатанти діяли до 1950 року в складі інших підрозділів ОУН.

## Населення

### Мова
Розподіл населення за рідною мовою за даними перепису 2001 року:
| Мова       | Кількість | Відсоток |
| ---------- | --------- | -------- |
| українська | 1416      |          |

## Місцевості села

#### Таборищі

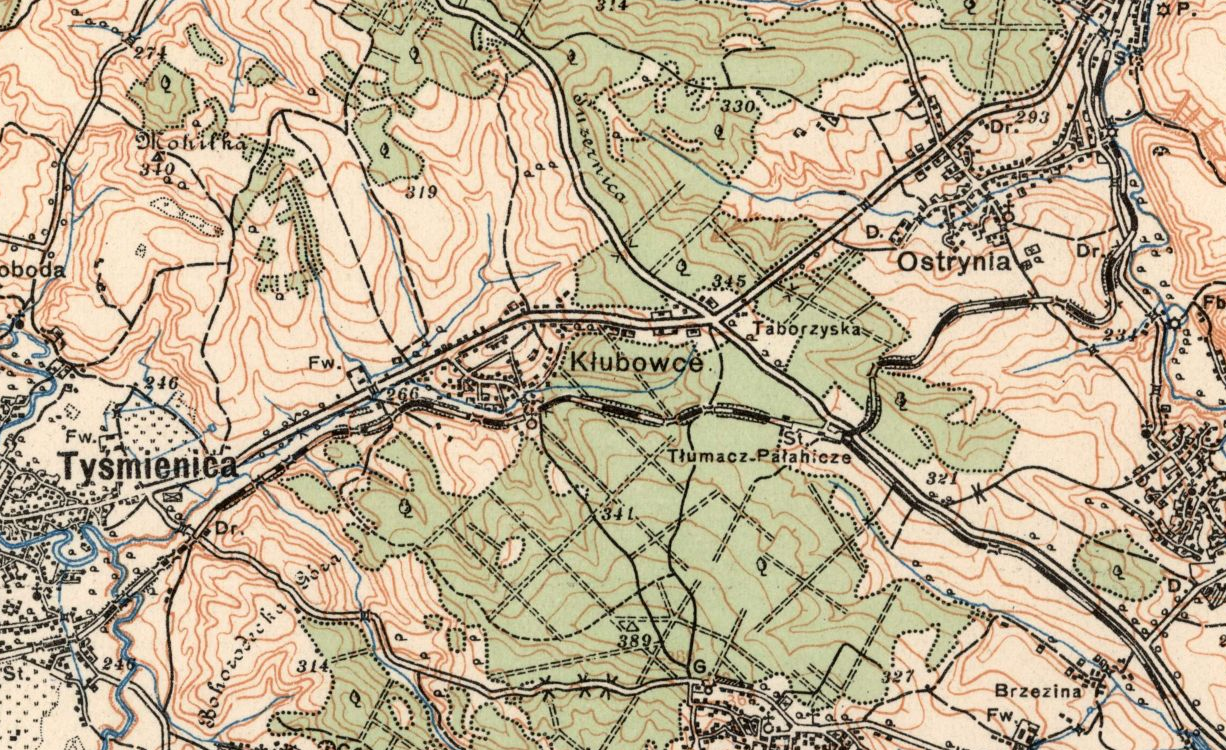
Клубівці з присілками на тактичній мапі (1925).

Та́борищі ― присілок села Клубівці, який розташований на схід від Великого мосту. Тут знаходиться роздоріжжя. За легендою на цьому місці таборувалося військо Богдана Хмельницького,  
коли йшли на Львів, звідси й назва. Жолуді, якими годували коней проросли. Вздовж дороги було багато дубів, які місцеві жителі називали дубами Хмельницького. До нашого часу зберігся лише один. 

#### Хатки
Хатки́ ― присілок, що знаходиться на південний захід від центру села, дорогою до Тисмениці. Назва походить від слова «хата».

## Транспорт

#### Автодорога
Через Клубівці проходить автодорога Н18 Івано-Франківськ — Бучач — Тернопіль — частина колишнього державного гостинця Бережани — Монастириськ — Станиславів, який також називали «Тракт Бережанський.» А також автодорога Р20 Снятин — Городенка — Тлумач — Тязів, колишній шлях з Древнього Галича на Молдову. Обидві дороги утворюють кільцеву розв'язку. Друга кільцева розв'язка знаходиться на межі з Тисменицею.
Принаймні у 1854 р. через село проходив мурований гостинець Бучач — Озеряни — Монастириська — Нижнів — Станиславів .

#### Колишня залізниця
Паралельно автодорозі, через ліс на півдні села проходила одноколійна залізниця Станіславів — Бучач — Гусятин — Ярмолинці (Східно-Галицької частини трансверсальної залізниці), будівництво якої розпочалося у 1883 році. До листопада 1884 році завершилось на відтинку до Бучача (зокрема, через станції Хриплин, Палагичі). Перший вантажний потяг на лінії Станислав — Бучач поїхав 1 листопада 1884 р., перший пасажирський — 15 листопада 1884.  Під час відступу німецьких військ у Другій світовій війні за наказом Гітлера залізниця була розібрана, місцеві ж розтягли для будівництва. Шлях, який залишивсяв в народі називають «Колія». 

## Соціальне життя села

#### Спорт
У 2014 році в Клубівцях побудовано спортивний майданчик. 2018 року відкрита і введена у дію спортивна зала при II корпусі Клубовецького ліцею. З 1986 року у футбольних турнірах Івано-Франківської області та Тисменицького району виступає ФК "Клубівці" (у 2022 р. чисельність 25-30 осіб), яка приймає команди гостей на місцевому стадіоні "Маяк" (побудований у 1985—1986 рр.). До 2019 року у чемпіонаті Тисменицького району з футболу виступала юнацька (U18) команда Клубівців (У 2019 р. численість 20-25 осіб).  
З 2010 року щорічно на стадіоні "Маяк" місцева влада організовує футбольний турнір на пам'ять загиблого ветерана Клубовецького футболу Дмитра Біланюка (від 2014 року — турнір пам'яті ветеранів Клубовецького футболу) для участі в якому традиційно запрошуються команди з сусідніх населених пунктів та сусідніх районів. 

## Пам'ятники
- Учасникам 2 СВ (архітектор М. Обідник, скульптори Я. Мотика, [16], Володимир Ушаков (1929—2012, Львів)) [17]
- Тарасу Шевченку (скульптор Володимир Довбенюк)
- Меморіал 8 членам ОУН Тисменицького районного проводу, які загинули 13 березня 1951 року у криївці в урочищі Монастриний Провал.
- Меморіал воякам Клубовецького Куща Самооборони біля криївки в урочищі Вербовий Провал.
- Меморіальна дошка вояку ЗСУ Івану Касюку.

## Відомі люди
- Євген Нищук ― актор театру, кіно та дубляжу, Народний артист України (2015) та 15-й Міністр культури України.
- Назар Борушок — актор, спортсмен.
- Йосип Карпів — письменник, педагог, краєзнавець.
- Іван Касюк (1984 — 07 липня 2022) — водій-електрик польового вузла зв’язку ЗСУ. Загинув на російсько-українській війні під час артилерійського й танкового обстрілів противником позицій спостережних постів та ротного опорного пункту поблизу села Івано-Дар’ївка Донецької області.
- Івасюк Іван Миколайович  (1916, с. Клубівці, Тлумацький повіт, Королівство Галичини та Володимирії, Австро-Угорщина, нині Тисменицька міська громада, Івано-Франківська область, Україна — 24 серпня 1945, Київ, УРСР) — український політичний та військовий діяч, член ОУН, пропагандист центрального проводу ОУН, основоположник та провідник Клубовецького Куща Самооборони. Один з найвпливовіших лідерів українського визвольного руху на Тисмениччині. Розстріляний радянською владою, як «ворог народу».
- Євген Володимирович Пронюк (2004, с. Клубівці) — учасник повномасштабної війни росії проти України, громадський активіст, історик та краєзнавець.
- Микола Васильович Пронюк (Прут)  — член ОУН (1943), чотовий сотні «Чорного» УПА, військовий референт ККС (11.1944—04.01.1945), від 04.01.1945 р. провідник Клубовецького куща. Застрілився у криївці, у селі Довге 19 грудня 1945 року.
- Федір Семенович Сенюк (Дир) — член ОУН (1944), стрілець ККС (09.1944—01.1946), провідник Клубовецького куща та підрайонної ОУН (01.1946-08.1947). Восени 1947 р. пропав безвісти.
- Василь Дмитрович Канюк (Олесь, Богун, Гуцул) — член ОУН (1940), штатний пропаґандист куреня «Рена» УПА (1944). 17 лютого 1945 року загинув у бою з військовою групою НКВС в селі Багунвате.

#### Пов'язані з селом
- Михайло Каратницький (псевдо Маяк) — провідник Тлумацького надрайонного проводу ОУН, загинув у Клубівцях 13 березня 1951 р.[18]